# Scindapsus perakensis
Scindapsus perakensis — вид квіткових рослин із родини кліщинцевих (Araceae), роду Scindapsus. Це ліана, рідним ареалом якої є Бангладеш, Борнео, Ява, п-в Малайзія, Суматра, Таїланд.